# Doug Aldrich
Doug Aldrich (Raleigh,  Sjeverna Karolina, 19. veljače 1964.) je američki hard rock-gitarist, od 2002. godine član britanske hard rock-skupine Whitesnake.  On je osnovao sastav Burning Rain s Keith St. John, 1998. godine, a kasnije je svirao sa sastavima Dio, Lion, Hurricane, House of Lords i Bad Moon Rising. Objavio je također nekoliko samostalnih albuma.

## Glazbeni sastavi
Bio je član sljedećih sastava:
- Burning Rain
- Whitesnake
- Dio
- Bad Moon Rising
- Lion
- Hurricane
- House Of Lords
- Mansfeild